# Wydział Zarządzania Politechniki Rzeszowskiej im. Ignacego Łukasiewicza
Wydział Zarządzania Politechniki Rzeszowskiej im. Ignacego Łukasiewicza – jeden z siedmiu wydziałów Politechniki Rzeszowskiej im. Ignacego Łukasiewicza.

## Historia
Wydział Zarządzania i Marketingu w Politechnice Rzeszowskiej został utworzony 3 sierpnia 1993 r. na podstawie Zarządzenia nr 20 Ministra Edukacji Narodowej w sprawie zmian organizacyjnych w Politechnice Rzeszowskiej (Dz. Urz. MEN nr 7, poz. 27). 1 października 2010 r. Wydział zmienił nazwę na Wydział Zarządzania. W tym samym czasie siedzibą Wydziału został budynek S kampusu PRz.

## Kierunki kształcenia

### Studia stacjonarne
Dostępne kierunki:
- Bezpieczeństwo wewnętrzne (studia I i II stopnia)
- Finanse i rachunkowość (studia I i II stopnia)
- Inżynieria procesów biznesowych (studia I stopnia)
- Logistyka (studia I i II stopnia)
- Zarządzanie (studia I i II stopnia)

### Studia niestacjonarne
Dostępne kierunki:
- Bezpieczeństwo wewnętrzne (studia I i II stopnia)
- Finanse i rachunkowość (studia I i II stopnia)
- Inżynieria procesów biznesowych (studia I stopnia)
- Logistyka (studia I i II stopnia)
- Zarządzanie (studia I i II stopnia)

## Poczet dziekanów
1. dr hab. inż. Stanisław Wołek, prof. PRz (1993–1996)
2. dr hab. inż. Władysław Filar, prof. PRz (1996–2002)
3. prof. dr hab. Kazimierz Rajchel (2002–2008)
4. prof. dr hab. Grzegorz Ostasz (2008–2016)
5. dr hab. inż. Stanisław Gędek, prof. PRz (2016–2019)
6. dr hab. Marcin Jurgilewicz, prof. PRz (2019–2020)[4]
7. dr hab. Beata Zatwarnicka-Madura, prof. PRz (od 2020)

## Władze wydziału
W kadencji 2024–2028:
| Stanowisko                 | Imię i nazwisko                             |
| -------------------------- | ------------------------------------------- |
| Dziekan                    | dr hab. Beata Zatwarnicka-Madura, prof. PRz |
| Prodziekan ds. rozwoju     | dr hab. Tadeusz Olejarz, prof. PRz          |
| Prodziekan ds. kształcenia | dr inż. Paweł Dobrzański                    |
| Prodziekan ds. kształcenia | dr Justyna Stecko                           |

## Struktura organizacyjna

### Katedry
| Katedra                                      | Kierownik                                   |
| -------------------------------------------- | ------------------------------------------- |
| Katedra Finansów, Bankowości i Rachunkowości | dr hab. inż. Grzegorz Lew, prof. PRz        |
| Katedra Nauk Humanistycznych i Społecznych   | prof. dr hab. Grzegorz Ostasz               |
| Katedra Marketingu                           | dr hab. Beata Zatwarnicka-Madura, prof. PRz |
| Katedra Prawa i Administracji                | dr hab. Marta Pomykała, prof. PRz           |

### Zakłady
| Zakład                                                     | Kierownik                                       |
| ---------------------------------------------------------- | ----------------------------------------------- |
| Zakład Ekonomii                                            | dr hab. Grzegorz Zamoyski, prof. PRz            |
| Zakład Informatyki w Zarządzaniu                           | dr hab. inż. Krzysztof Tereszkiewicz, prof. PRz |
| Zakład Inżynierii Systemów Technicznych                    | dr hab. inż. Mirosław Śmieszek, prof. PRz       |
| Zakład Metod Ilościowych                                   | dr hab. Grzegorz Mentel, prof. PRz              |
| Zakład Przedsiębiorczości, Zarządzania i Ekoinnowacyjności | dr inż. Dariusz Wyrwa                           |
| Zakład Systemów Zarządzania i Logistyki                    | dr hab. Tadeusz Olejarz, prof. PRz              |
| Zakład Zarządzania Projektami                              | dr hab. Jacek Strojny, prof. PRz                |
| Zakład Zarządzania Przedsiębiorstwem                       | dr hab. Krystyna Khorrami, prof. PRz            |